# Dictyopharoides porrecta
Dictyopharoides porrecta är en insektsart som beskrevs av Melichar 1912. Dictyopharoides porrecta ingår i släktet Dictyopharoides och familjen Dictyopharidae. Inga underarter finns listade i Catalogue of Life.